# Friazino
Friazino (ros. Фрязино) – miasto (od roku 1951) w Rosji, w obwodzie moskiewskim, 25 km na północny wschód od Moskwy. Miasto położone jest nad rzeką Lubosiejewką (dopływem Worii). W 2021 liczyło 58 938 mieszkańców.
Friazino jest centrum radzieckiej i rosyjskiej elektroniki mikrofalowej. Postanowieniem prezydenta Rosji w 2003 r. Friazino otrzymało status „miasta nauki” (naukograda).

## Znane osoby związane z miastem
- Aleksandr Bałandin – radziecki kosmonauta
- Aleksiej Kuleszow – rosyjski siatkarz
- Stanisław Pietrow – podpułkownik Armii Radzieckiej